# Joseph Lancaster
Joseph Lancaster (25 de novembro de 1778 – 23 Outubro de 1838) foi um quaker inglês, pedagogista e inovador de educação pública.

## Biografia
Lancaster era filho de um comerciante em Southwark, sul de Londres.
Em 1798, fundou uma escola primária gratuita em Borough Road, Southwark, usando uma variante do sistema de monitoria. Suas ideias foram desenvolvidas simultaneamente com as do Dr. Andrew Bell, em Madras, cujo sistema era referido como o "Sistema de Educação Madras". O método de ensino e de entrega é recursivo. Conforme um aluno aprende o material, ele ou ela é recompensado por transmitir as informações ao aluno seguinte com sucesso. Este método é agora comumente conhecido como peer tutoring, mas a economia da metodolgia de Lancaster ou Bell não é amplamente discutida. O uso de monitores foi incitado em parte por uma necessidade de evitar o custo de professores assistentes.
Lancaster escreveu Improvements in Education (melhorias na educação) em 1803 e mais tarde viajou para os Estados Unidos para dar palestras e promover suas ideias. O auge da popularidade do seu sistema se deu nas primeiras décadas do século XIX. Em 1818, Joseph Lancaster ajudou a iniciar a primeira escola modelo na Filadélfia para treinar professores para implementar seu sistema. Em 1808 deu-se a criação de "The Society for Promoting the Lancasterian System for the Education of the Poor" (sociedade de promoção do sistema lancasteriano para a educação dos pobres).
No entanto, apesar do sucesso inicial, as escolas lancasterianas foram criticadas. Os padrões eram pobres e a disciplina a que as crianças eram submetidas era rígida, mesmo para os padrões contemporâneos. Apesar de Lancaster haver rejeitado o castigo corporal, crianças mal-comportadas podiam ser encontradas amarradas em sacos, ou içadas acima da sala de aula em gaiolas. O poeta Robert Southey observou que, apesar de sua oposição à punição corporal, ele preferiria ser espancado do que submetido à disciplina lancasteriana.
Lancaster desentendeu-se com "A Sociedade" sobre uma série de questões. Apesar da má gestão financeira ter sido ostensivamente a razão deste choque (ele decretou falência e foi preso em uma casa de detenção para devedores), seus colegas haviam descoberto que Lancaster tinha estado batendo em privado em alguns meninos com quem trabalhava. Ele foi expulso à força da sociedade, a qual foi renomeada como British and Foreign School Society, em contraste com o National School System (sistema nacional de escolas da Inglaterra e País de Gales), que proporcionava uma educação anglicana. Embora o BFSS fosse ser amplamente bem-sucedido na primeira metade do século XIX, a popularidade decrescente de métodos de monitoria durante a década de 1820 e 1830 fez com que o órgão logo se tornasse uma sociedade escolar convencional. Como o aumento do envolvimento do governo britânico em educação, o órgão transferiu as suas escolas para o controle do governo e passou a se concentrar no treinamento de professores.
Um número de escolas com o seu sistema foram assentadas no Baixo Canadá antes que de que Lancaster se estabelecesse ali em 1828. Ele abriu uma escola em Montreal, mas suas tentativas de obter financiamento não prosperaram e ele voltou para os Estados Unidos. Uma outra escola existiu por algum tempo, em Nyon, na Suíça. Em reflexo ao fato de Simón Bolívar ter visitado sua escola de formação de professores em 1810 e resolvido enviar dois professores da Venezuela para serem educados lá, há pelo menos uma escola na Venezuela que conserva o nome de Lancaster . Criou-se uma escola em Caracas, e quando Simón Bolívar foi presidente, Lancaster foi convidado a visitá-la, prometendo $20.000 para a educação das crianças da cidade; Lancaster esteve de 1825 a 1827 em Caracas, onde se casou com Bolívar a presidir o casamento. No entanto, os dois se desentenderam por razão do não pagamento da quantia prometida . Outras escolas foram criadas por seus seguidores, em Bogotá, na Colômbia, em Quito, no Equador e em Lima, Peru. Ele também iniciou uma escola em Baltimore, mas que foi mal sucedida financeiramente.
No México, a pedagogia de Lancaster foi implementada nos últimos anos do regime colonial e recebeu aprovação rápida. Começando em 1822, a Compañía Lancasteriana operou escolas públicas de todo o México, com o apoio generoso de filantropos, e ganhou o apoio oficial em 1843. A companhia supervisionou as escolas públicas mexicanas até 1890, em conjunto com a Direção da Instrução Pública Federal, quando uma série de reformas educacionais o substituiu pelo método Pestalozzi ou Oswego de lições de objeto (educação objetiva).
Lancaster morreu em Nova Iorque de ferimentos sofridos após ter sido atropelado por uma carruagem. No momento da sua morte, estima-se que entre 1200 e 1500 escolas usassem seus princípios. Os mtodos de Bell foram apropriados pela igreja católica.
Resta apenas uma sala de aula lancasteriana no mundo, construída com as especificações exatas do próprio Lancaster. Ela fica no British Schools Museum, em Hitchin, Hertfordshire, Inglaterra.
Os descendentes de Joseph Lancaster ainda vivem no México (ver Ricardo Lancaster-Jones y Verea).